# グルーブドタイヤ

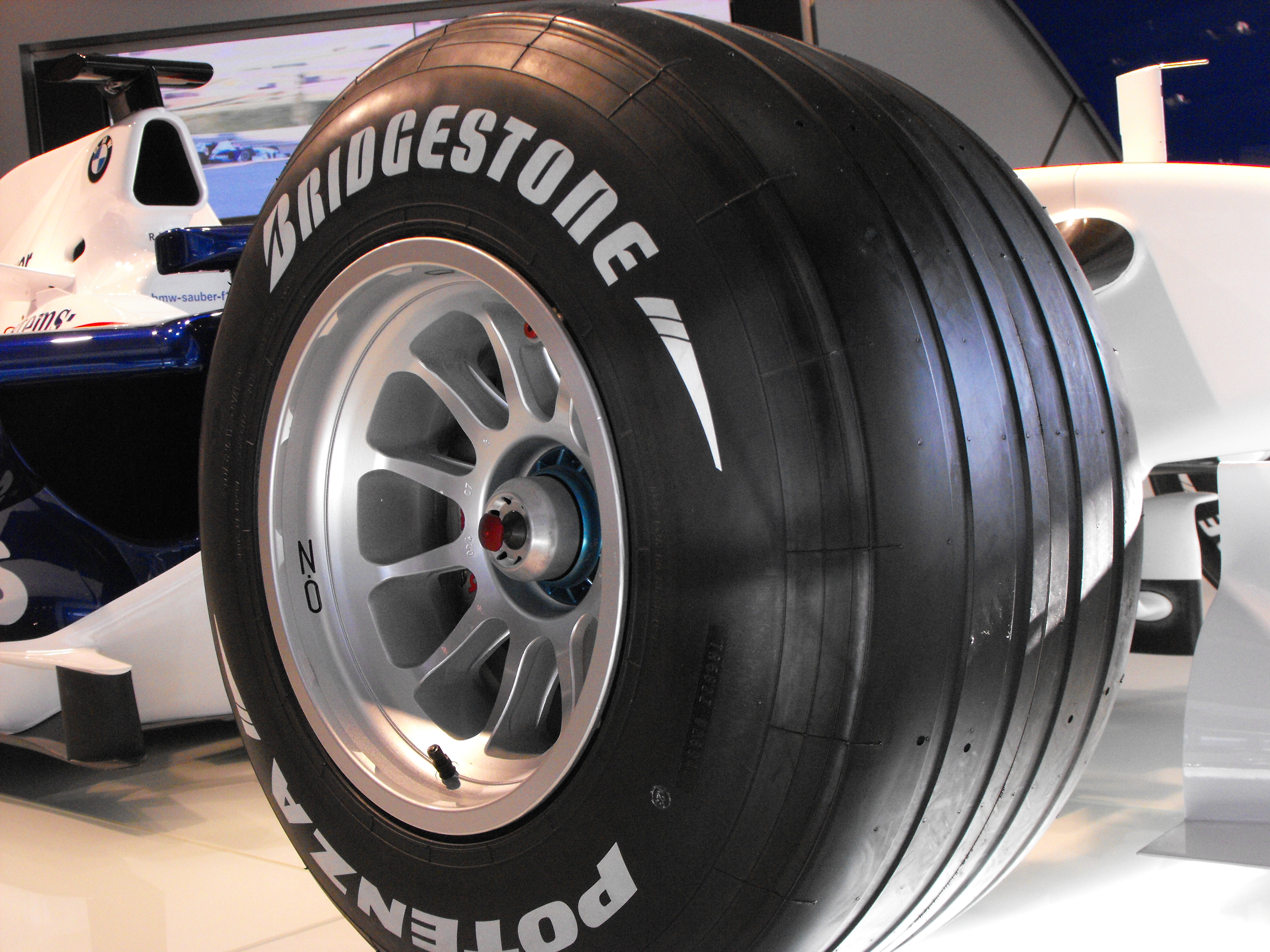
BMW Sauber F1に装着されたグルーブドタイヤ

グルーブドタイヤ (grooved tyre)とは、1998年から2008年までフォーミュラ1 (F1) で用いられていた、円周方向に4本の平行な溝を持つタイヤ。grooveとは英語で「溝を掘る」の意味。
1997年、グッドイヤー1社だったF1のタイヤ供給にブリヂストンが参入すると、「タイヤ戦争」と形容される開発競争によりタイヤ性能は著しく向上し、ラップタイムも短縮された。国際自動車連盟 (FIA) は車両速度を抑制し安全性を向上させるために1998年よりスリックタイヤに代わりグルーブドタイヤを導入した。グルーブドタイヤは、トレッドの円周方向に溝を配することで接地面積を減らし、グリップ力を低減してコーナリング速度を低下させる。溝は深さ2.5 mm、幅はトレッド表面で14 mm、50 mmの間隔を空けて前輪に3本、後輪に4本設けられた。翌1999年にはなおも向上する車両性能に対応して前輪の溝を1本増やした。2009年、性能抑制を空力面の大幅な制限により行い、代わってオーバーテイクを容易にする目的でスリックタイヤは復活した。
|                        | スリック | グルーブド |
| ---------------------- | -------- | ---------- |
| ブレーキング性能       | 100%     | 90%        |
| コーナリングフォース   | 100%     | 80%        |
| 摩耗ライフ             | 100%     | 50%        |
| (浜島裕英 2000, p. 57) |          |            |

グルーブドタイヤの溝は複数の面でタイヤ性能を低下させた。
- 接地面積減少によりグリップ力が低下した[6][7][8]。
- トレッドの見かけ剛性の低下により、アンダーステアの発生や、コーナリング中の挙動、操縦安定性に悪影響を及ぼした[6][7][8]。
- コーナリング中の接地圧分布が悪化し、溝のエッジ部分の負担が非常に大きくなり急速に摩耗する「メクレ摩耗」により、摩耗寿命が大幅に悪化した[9][10][8]。

グルーブドタイヤの導入によってラップタイムをおよそ3秒低下させたと見込まれている。